# Веселий (Стерлітамацький район)
Весе́лий (рос. Весёлый, башк. Весёлый) — присілок у складі Стерлітамацького району Башкортостану, Росія. Входить до складу Октябрської сільської ради.
Населення — 296 осіб (2010; 313 в 2002).
Національний склад:
- росіяни — 30%